# Freek Gielen
Freek Gielen (Panningen, 25 maart 1988) is een Nederlandse handbalcoach en voormalige handbalspeler. Vanaf 2020 is Gielen coach van Houten.
In 2018 volgde Gielen Joop Fiege op als coach van E&O. Eerder was Gielen coach van het tweede team van E&O, waarmee het kampioen werd van de tweede divisie.
Op 24 maart 2020 werd bekendgemaakt dat Gielen vervangen zou worden door Annelies Smeets als hoofdcoach bij de mannen van E&O. Een dag later werd bekendgemaakt dat Gielen voor twee seizoenen naar Houten zou gaan.